# Gravures rupestres de la région de Bou Saâda
Les gravures rupestres de la région de Bou-Saâda (Algérie) sont des gravures préhistoriques d'âge néolithique appartenant au groupe des gravures du Sud-algérois.

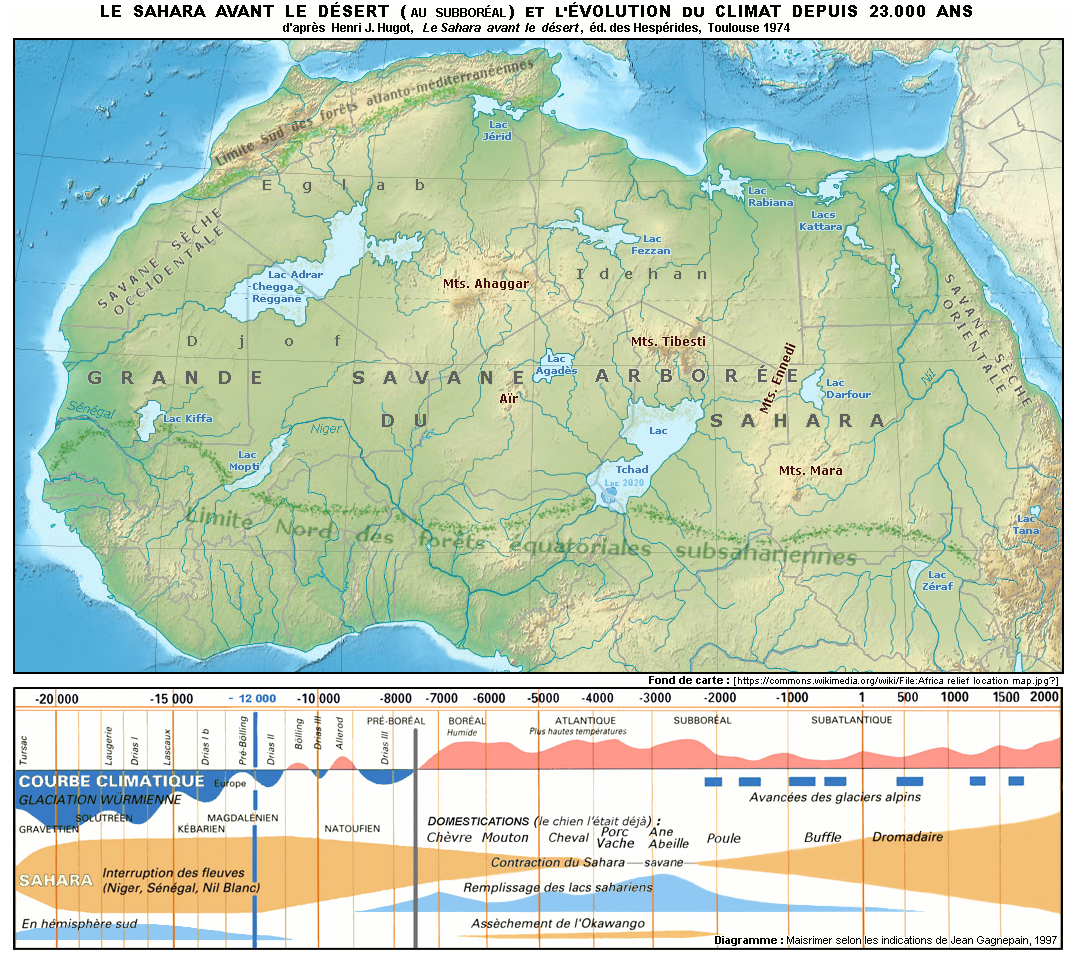
Le « Sahara vert » : la végétation était de type savane arborée et la faune, attestée par les restes fossiles et l'art rupestre, comprenait des autruches, des gazelles, des bovins, des girafes, des rhinocéros, des éléphants, des hippopotames, des crocodiles…

Situées non loin de Ben Srour, elles s'apparentent à celles, à l'ouest, du Sud-Oranais (régions de Figuig, d'Ain Sefra, d'El-Bayadh, d'Aflou et de Tiaret), au nord à celles de Djelfa, à l'est à celles du Constantinois.

## Localisations et descriptions

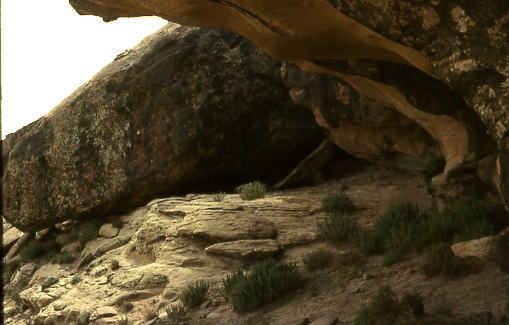
Site de Ben Srour.
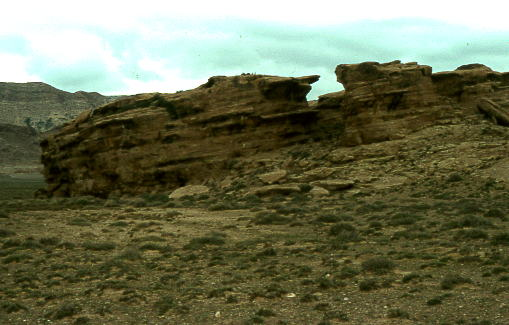
Site de Ben Srour.
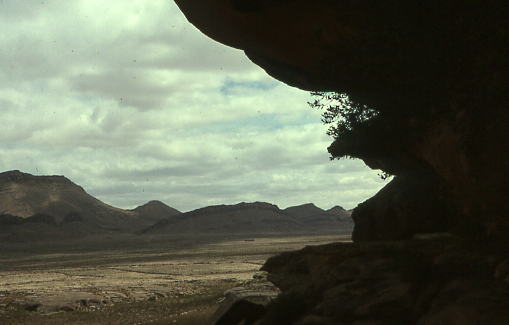
Site de Ben Srour.
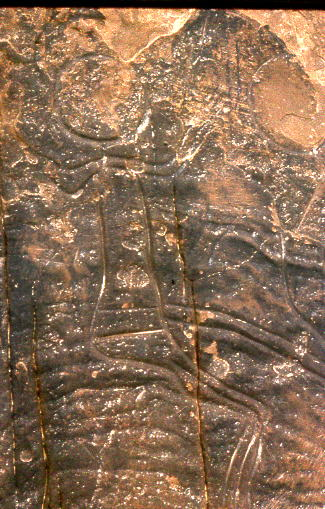
Ben Srour, hommes à tête ronde.
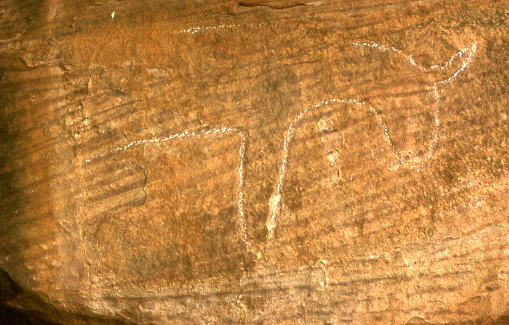
Ben Srour, animal.
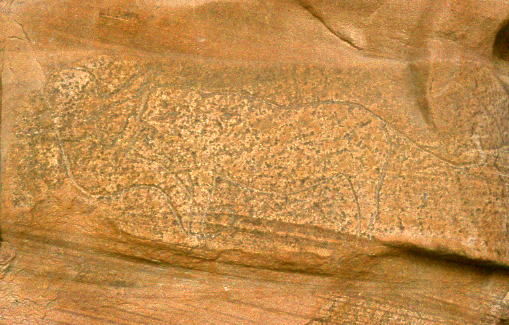
Ben Srour, homme attaqué par un lion.
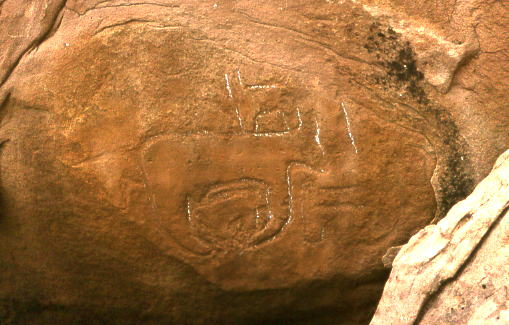
Ben Srour, figuration d'animaux.
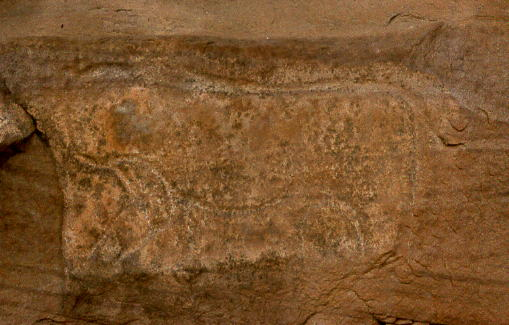
Ben Srour, figuration animale.
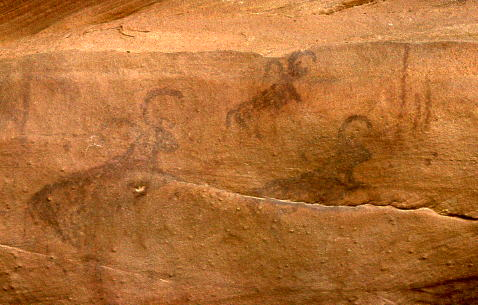
Ben Srour, peinture.

Après trois expéditions en 1975, trois sites d'œuvres rupestres, gravures et peintures, de la région de Bou-Saâda font l'objet en 1976 d'une publication de R. Poyto dans Lybica.
Les gravures de la station d'El Araïs, à 11,5 km au sud-ouest de Ben S'rour en direction de Aïn Melah et à 0,5 km de la route, se trouvent sur deux grands rochers de grès partiellement arasés. Sans doute plus nombreuses dans le passé mais soumises à l'érosion, il n'en reste plus que sept. Sous un abri sous roche l'une d'entre elles représente un homme attaqué par un lion (0,50 m de hauteur sur 1,45 de largeur), une autre deux hommes à têtes rondes à demi accroupis (1 m de hauteur). Sont par ailleurs figurés un autre lion, un canidé, deux têtes de félins, un petit cheval, une antilope avec un javelot fiché dans le dos.
Tsehar-Oued Chaïr est situé à 7 km au sud-ouest d'El Araïs dans la direction du Bordj de l'Agha (barrage), à 1 km à l'ouest de la route Ben S'rour-Aïn Melah. De grandes falaises de grès arasés dominent la steppe d'environ 30 m. Sur quatre rochers neuf abris présentent des peintures de  modestes dimensions, autour de 20 cm : trois cavaliers sur des chevaux noirs à la poursuite d'animaux, trois petits hommes stylisés et des chèvres, trois mouflons associés à un homme, plusieurs chevaux et une girafe, deux autres animaux (cervidés ?) avec deux chevaux et deux lignes parallèles de points digités, un petit animal et quelques chameaux, des canidés. Un animal bien dessiné de profil et d'1 m de hauteur, peut-être une antilope, ressemble par sa tête et son cou à un lama mais porte des zébrures. Il est précédé par deux petits hommes ithyphalliques.
Le site d'El Kalil est distant d'1 km, au nord-ouest, du précédent, en contrebas de la falaise. À l'intérieur d'un gros bloc isolé transformé en abri sous roche par l'érosion éolienne un dessin énigmatique de 20 cm de côté et de couleur assez foncée est peut-être la figuration stylisée d'un homme.
Selon les conclusions de l'auteur, cette découverte, infirmant l'opinion selon laquelle la région de Bou-Saâda « était dépourvue d'ornementations pariétales », fait apparaître même une « coexistence de gravures et de peintures qui est assez rare dans les autres parties de l'Atlas saharien ». Ces œuvres, les unes très anciennes, les autres plus récentes, s'apparentent à celles « des monts du Ksour, du djebel Amour et de l'Ouest des monts des Ouled-Naïls » (Poyto, R., p. 201).